# Кампана, Дино
Дино Кампана (итал. Dino Campana; 20 августа 1885, Марради, провинция Флоренция — 1 марта 1932, Скандиччи, провинция Флоренция) — итальянский поэт.

## Биография
Сын учителя начальной школы, глубокого невротика, и психически неуравновешенной матери. С юношеского возраста испытывал постоянную страсть к бегству и долгим, одиноким пешим путешествиям. Школу, с трудом и перерывами, всё-таки окончил. Поступил на химический факультет Болонского университета, но курса не завершил. В 1906 был помещён в психиатрическую лечебницу. После этого бежал в Швейцарию и Францию, был пойман и возвращён в Имолу. В 1907 отослан родителями в Латинскую Америку, побывал в Аргентине и, кажется, даже в России, в 1909 вернулся в Италию. На этот раз бежал в Бельгию, был снова пойман в Брюсселе, помещён в психлечебницу в Турне (1910). Вновь возвращён в Марради.
В 1914 году опубликовал на собственные средства сборник стихов 1906—1912 Орфические песни, оставшийся его единственной книгой.
В 1916—1917 годах пережил бурный и несчастливый роман с писательницей-феминисткой Сибиллой Алерамо. В 1918 был снова помещён в психиатрическую клинику, из которой в дальнейшем уже не выходил.

## Признание
Поэзию Кампаны высоко ценили Эудженио Монтале, Пьер Паоло Пазолини, Марио Луци, Эмилио Чекки, Андреа Дзандзотто. Нидерландский композитор Луи Андриссен на тексты шести стихотворений из «Орфических песен» сочинил произведение «La Passione» для джазового женского вокала, солирующей скрипки и ансамбля (2002 год).

## Публикации на русском языке
- [Стихи] // Итальянская поэзия в переводах Евгения Солоновича. М.: Радуга, 2000, с.280-283
- Орфические песни/ Пер. и вступительная статья Петра Епифанова// Иностранная литература, 2012, № 10, с. 126—147.

## Кампана в литературе и кино
О жизни Кампаны написаны несколько романов. В 2002 Микеле Плачидо снял о романе Дино Кампаны и Сибиллы Алерамо фильм Путешествие под названием любовь (см.:  Архивная копия от 1 мая 2009 на Wayback Machine). В главных ролях — Лаура Моранте (племянница Эльзы Моранте) и Стефано Аккорси.